# Baltijas Vēstnesis (журнал)
Baltijas Vēstnesis (Baltijas Wehstnesis, в перекладі Балтійський вісник) — латвійський журнал, що виходив в 1868-1906.

## Історія
Був заснований як орган Ризької латвійської спілки одним із її співзасновників Бернгардсом Дірікісом. Перший номер вийшов 25 жовтня 1868 з 1869 журнал почав регулярно виходити два рази на тиждень, з 1870 — один раз на тиждень. З 1 липня 1880 перейшов на щоденний випуск (крім святкових днів).
Головним завданням видання, як вказував згодом Теодорс Зейфертс, була боротьба за культурну і економічну автономію латвійців, перш за все від прибалтійських німців. «Балтійський вісник» друкував інформацію про життя латвійський шкіл, новини латвійського театру та інші культурні новини. Журнал був довподоби латвійським поетам і прозаїкам молодого покоління — так, вже в 8-му номері видання з'явилися вірші Андрейса Пумпурса . Прозаїчний розділ журналу носив переважно розважальний характер, особливо часто публікувалися любовні історії.
Після смерті засновника журналу Бернгардса Дірікіса виданням в 1892-1896 завідував Александрс Веберс. У 1905-1906 останнім відповідальним редактором «Балтійського вісника» був Юріс Калніньш, в 1906 журнал був закритий, а Калніньш провів 8 місяців у в'язниці.
У 1917-1920 він зробив спробу відродити журнал за участю Яніса Акменса і Ніколая Шіліньша.